# Puccinia crepidis
Puccinia crepidis är en svampart som beskrevs av J. Schröt. 1887. Puccinia crepidis ingår i släktet Puccinia och familjen Pucciniaceae.   Inga underarter finns listade i Catalogue of Life.